# Dinner Train
Dinner Train, voorheen Het Panorama Rail Restaurant, was een rijdend treinrestaurant vanaf 2015 dat door Nederland reed. Vanaf 2019, na overname, vertrok het elke week in een andere stad. De exploitatie was in handen van Train Charter Events, gevestigd in Oisterwijk (niet te verwarren met TCS-Train Charter Services), tot het in augustus 2024 failliet ging.

## Geschiedenis
in 2015 startte Railpromo samen met kok Edwin Soumang het concept van een rijdende trein restaurant onder de naam Het Panorama Rail Restaurant. Als uitvalsbasis werd Amsterdam gekozen en men richtte zich op nationale en internationale belangstellenden.

Het rijdende restaurant bestond uit twee buffetrijtuigen (oorspronkelijk Trans Europ Express-rijtuigen) en een panoramarijtuig. Het panoramarijtuig
behoorde tot de luxueuze internationale trein “Rheingold”, gebouwd eind jaren 50, die onder meer Hoek van Holland verbond met Milaan en Genève. Vanuit een glazen panoramakoepel konden reizigers genieten van het Rijn- en Alpenlandschap. De tractie werd geleverd door een historische locomotief uit de 1200-serie. 

Het traject bestond uit een bijna 3 uur durende tour door het Groene Hart, via Haarlem, Leiden, Den Haag, Rotterdam, Gouda en Breukelen.
Bij de opening van het Panorama Rail Restaurant te Amsterdam Centraal Station waren Julius Jaspers, als chef-kok die het diner samenstelde voor de openingsrit, en burgemeester van Amsterdam, Eberhard van der Laan aanwezig. Tijdens deze gelegenheid is bekend geworden dat de locomotief ging rijden met zijn oorspronkelijke NS-nummer 1215.
Eind 2018 koos Railpromo voor een andere insteek middels het concept Dinner Train. Hierbij werd gestart vanaf verschillende steden in Nederland. Met de aankoop van twee extra rijtuigen van BahnTouristikExpress (BTE) en de aankoop van 3 locomotieven (serie 1700 – oorspronkelijk NS-locomotieven) konden de benodigde capaciteit en inzetbaarheid behaald worden.
In maart 2019 ging de eerste rit met het nieuwe concept van start vanuit Rotterdam.

## Faillissement en doorstart
Op 6 augustus 2019 werd Railpromo failliet verklaard. Op 1 oktober 2019 maakte de curator bekend dat een overname had plaatsgevonden van het merk en concept Dinner Train. Het bedrijf Train Charter Events is de nieuwe eigenaar van Dinner Train (Tim Beltz en Harco van Ommen) . Eind oktober 2019 vond de eerste rit plaats in ’s-Hertogenbosch.